# Eulo
Eulo ist eine kleine Stadt im Südwesten von Queensland, (Australien) mit etwa 100 Einwohnern. Sie befindet sich im LGA Paroo Shire Council, etwa 60 km westlich von Cunnamulla, der Hauptstadt des Shires. Von hier aus ist der 100 km südlich, direkt an der Grenze zu New South Wales gelegene Currawinya-Nationalpark gut zu erreichen. Eulo war in der Vergangenheit das Zentrum für den Opalbergbau in dieser Region.
In der Stadt gibt es ein Hotel, einen Supermarkt und eine Polizeistation.
Das in der semiariden Klimazone liegende Eulo hat eine mittlere Tageshöchsttemperatur von 28,1 °C, die mittlere Tagestiefsttemperatur liegt bei 13,8 °C und pro Jahr fallen durchschnittlich 332 mm Niederschlag.